# Pyramid (biliardo)

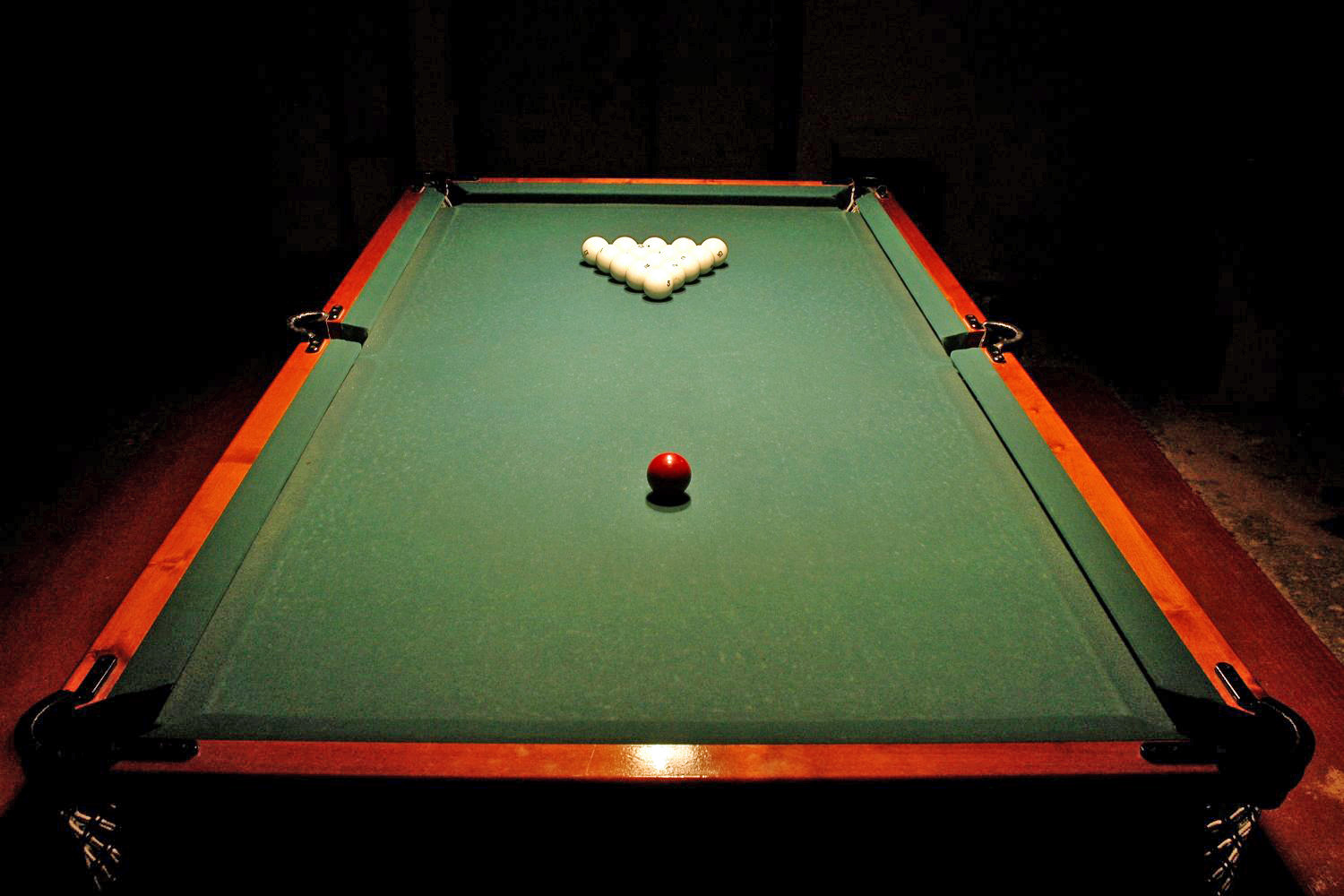
Tavolo da Pyramid

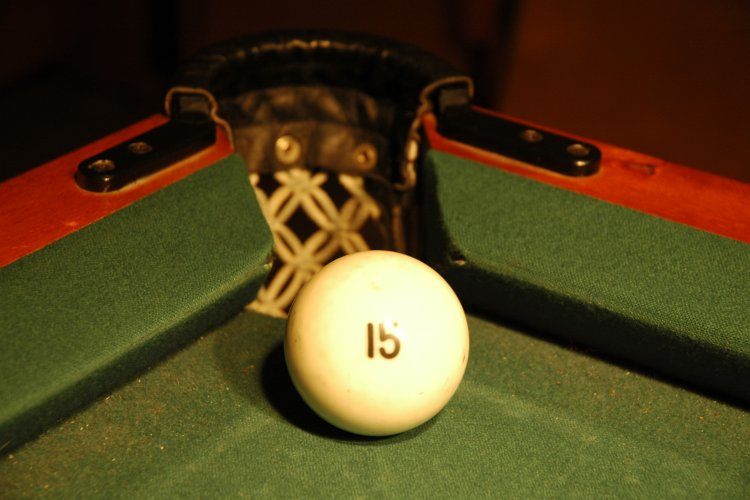
Dimensioni della bilia rispetto alla buca

Il Russian Pyramid Billiard (in russo русский бильярд?), conosciuto in italiano come piramide russa, è una specialità di biliardo diffusa soprattutto nei paesi della ex Unione Sovietica.

## Scopo del gioco
Si gioca su un tavolo da biliardo di 284 × 142 cm con buche strette (forma ridotta di un tavolo da snooker) e si utilizzano 16 bilie, delle quali 15 sono bianche e numerate da 1 a 15 e la bilia rimanente (usata come battente) ha un colore diverso e non è numerata.

Le quindici bilie sono raccolte a forma di triangolo con il vertice puntato lungo la linea di fondo, e la bilia battente viene posizionata in un punto qualsiasi alla metà esterna del quadrante opposto alle altre bilie.

Bisogna dichiarare la bilia da colpire e dove imbucarla. Solo al momento del break (spaccata) tale regola non è applicata e se vengono imbucate delle bilie, queste verranno rimesse in gioco e il giocatore continua il suo turno senza aver commesso un fallo.

Le biglie valgono secondo il proprio numero, ma la biglia nº 1 vale 11 punti: dato che sommando il punteggio di ogni bilia si ottiene 130, per vincere una partita si deve totalizzare un punteggio pari o superiore a 66 colpendo e imbucando regolarmente quante più bilie possibile; quando sul tavolo rimangano solo la bilia battente ed una bilia bianca numerata, quest'ultima vale 10 punti senza tener conto del proprio numero. In caso di pareggio (65-65) la partita è patta.

Nel caso vengano imbucate bilie diverse dalla bilia dichiarata, saranno riposizionate sul tavolo (compresa eventualmente la bilia dichiarata se viene imbucata anch'essa), e tale azione non è considerata fallo da penalità. Il giocatore continua finché tira correttamente.
Altra possibilità, è che può essere imbucata anche la bilia battente (senza valore) come diversivo per continuare il turno in caso di scarse possibilità di imbucare altre bilie, ma solo dopo aver regolarmente colpito la bilia dichiarata. Imbucata, la bilia battente va rimessa in gioco in un punto qualsiasi nel quadrante esterno della metà opposta alla bilia dichiarata da colpire successivamente.

### Falli da penalità
Per ogni fallo commesso vengono scalati cinque punti dal proprio punteggio e ceduti all'avversario, i falli sono i seguenti:
- viene imbucata la bilia battente senza aver prima colpito nessuna bilia;
- non viene steccata in modo corretto la bilia battente;
- la bilia dichiarata viene imbucata in una buca sbagliata (sarà rimessa in gioco);
- viene colpita una bilia diversa da quella dichiarata;
- la bilia battente non colpisce nessuna bilia;
- qualsiasi bilia esce dal biliardo.

### Variazioni di regolamento
In una variante non meno disputata, sia le bilie numerate che la bilia battente valgono un punto: può essere imbucata anche la bilia battente dopo aver regolarmente colpito una delle bilie e l'obiettivo è totalizzare almeno nove punti per vincere.

In un'altra variante è permesso usare qualsiasi bilia numerata come battente, senza necessità di rimettere in gioco la bilia non numerata nel caso venisse imbucata. Soltanto in caso di fallo (imbucare la battente senza aver prima toccato nessuna bilia, fare uscire una o più bilie dal biliardo) le bilie imbucate o uscite fuori dal biliardo saranno rimesse in gioco. Il giocatore che imbuca fino ad otto bilie vince.